# Resa di Breda
La resa di Breda (in spagnolo La rendición de Breda) o Le lance (Las lanzas) è un dipinto a olio su tela (307x367 cm) realizzato tra il 1634 ed il 1635 dal pittore spagnolo Diego Velázquez.
Conservato nel Museo del Prado, La resa di Breda è uno dei più famosi dipinti realizzati da Velázquez.

## Contesto storico
Per comprendere il lavoro di Velázquez da un punto di vista storico, bisogna tornare a quello che stava accadendo dalla fine del XVI secolo e l'inizio del XVII. I Paesi Bassi (guidati dal suo più importante nobile, Guglielmo d'Orange) furono immersi nella guerra degli ottant'anni o nella guerra delle Fiandre, in cui combatterono per l'indipendenza dalla Spagna. Nel 1590, con Maurizio di Nassau (quarto figlio di Guglielmo) come statolder delle Province Unite dei Paesi Bassi, la città di Breda fu presa dagli olandesi. La tregua dei dodici anni mantenne il paese calmo tra il 1609 e il 1621. Quando il re di Spagna Filippo IV salì al trono nel 1621, la tregua cessò e la guerra riprese. L'intenzione di Filippo IV era quella di recuperare Breda in quanto località strategica. Velázquez venne anche ispirato da alcuni passaggi della commedia El sitio de Breda, di Calderón de la Barca. 

## Descrizione del quadro
Il dipinto è stato realizzato, insieme ad altri undici, per la decorazione della cosiddetta Salón de Reinos (Sala dei Regni) del palazzo del Buon Ritiro, una sorta di residenza suburbana eretta per ordine di Filippo IV di Spagna nello stile di quelle esistenti a Roma. Questo grande palazzo, formato da vari padiglioni tra grandi giardini, fu costruito accanto al monastero di San Jerónimo el Real, la cui chiesa esiste ancora dietro al Museo del Prado. L'attuale Parco del Retiro fa parte di quelle terre. La Sala dei Regni era la stanza più rilevante del gruppo, poiché era il luogo in cui Filippo IV ricevette gli ambasciatori e le altre autorità straniere. Per impressionarli con un'immagine del potere militare ed economico, il Conte-Duca di Olivares decise di decorare questa grande sala con le immagini dei principali successi militari della Spagna, sebbene quasi tutti questi fatti fossero relativamente vecchi. Questo stratagemma fu ideato da Olivares per nascondere che la Spagna, in realtà, stava iniziando a diminuire come potenza mondiale. Insieme ai dipinti relativi alle battaglie, fu appesa un'altra serie di dipinti, dovuta a Francisco de Zurbarán, sulle Opere di Ercole, personaggio mitico che i re spagnoli consideravano il proprio antenato. Per la serie di dodici battaglie, furono convocati Velázquez e altri artisti, come Vicente Carducho, Jusepe Leonardo, Juan Bautista Maíno e Antonio de Pereda. Gli ultimi due sono stati, insieme a Velázquez, quelli che hanno prodotto i dipinti attualmente più apprezzati dalla critica. Ad eccezione di un dipinto che è stato distrutto (uno dei due dipinti da Eugenio Cajés), la serie è conservata nel Museo del Prado, anche se non è esposta insieme.
Velázquez sviluppa il tema senza vanagloria o sangue. I due protagonisti sono al centro della scena e sembrano più dialogare come amici che nemici. Giustino di Nassau appare con le chiavi di Breda in mano e fa un gesto di inchino, che è impedito dal suo avversario, mettendo una mano sulla spalla. In questo senso, è una rottura con la rappresentazione tradizionale dell'eroe militare, che rappresentava se stesso in piedi sopra lo sconfitto, umiliandolo. Si allontana anche dai toni ieratici che hanno dominato le battaglie. Velázquez rappresenta realisticamente il generale Ambrogio Spinola, che conosceva personalmente, avendovi viaggiato insieme in Italia nel 1629. Un dettaglio molto interessante è il numero di lance da una parte e dall'altra. Realismo simile e caratterizzazione individuale possono essere visti nei volti dei soldati, che sono trattati come ritratti. Dettagli come il gran numero di lance spagnole rispetto a quelle dei Paesi Bassi e l'accoglienza degli sconfitti sono state introdotte su richiesta di Olivares per dimostrare la propria forza e nobiltà (Olivares era noto per la sua intelligenza, arroganza ed ego).